# Sven Brasch
Sven Berthel Theodor Brasch (29. januar 1886 i Borup – 9. februar 1970 i Glostrup) var en dansk plakattegner.
Brasch blev uddannet malersvend i 1905 og uddannede sig efterfølgende som tegner i Tyskland. I løbet af 1910'erne blev han en af samtidens markante vittighedstegnere og nød også international anerkendelse for sin kraftfulde og kantede streg. Han udstillede bl.a. på Salon des Humoristes i Paris 1911-1914, og Braschs mange elegante plakater fra 1920´erne rakte langt ud over hans egen tid. 
Kvindefiguren var Braschs væsentligste motiv, og han skabte blandt andet smukke plakater med Greta Garbo og  andre af Hollywoods ikoniske skuespillere. Blandt hans kendteste værker er Kameliadamen (1922), Flodhesteplakaten (ca. 1924) - for Zoologisk Have og Fy og Bi-plakater en masse i 1920´erne.
Som tegner af reklameplakater var han en pioner herhjemme, hvor han stod bag mange forskelligartede reklamekampagner med alt fra  margarine til damestrømper. I alt stod Brasch bag omkring 500 forskellige plakater, dels udført i linoleumssnit, og dels litografier. Mange af disse blev trykt hos L. Ihrich,  Kruckow-Waldorff og Winter & Winther. Brasch kendes ligeledes for sine mange tegninger til Svikmøllen,hvor han var hovedtegner i de første årgange under 1. verdenskrig.
Han er begravet på Bispebjerg Kirkegård.